# Lily Gladstone
Lily Gladstone (Kalispell, 2 de agosto de 1986) es una actriz estadounidense. Criada en la reserva Blackfeet en Browning, Montana y Seattle, es de ascendencia piesnegro, Nez percé y europea.
Gladstone ha aparecido en episodios de Room 104 de HBO (2017-2020) y Reservation Dogs de FX (2021-2023). Ella obtuvo elogios de la crítica por interpretar a Mollie Kyle, una mujer Osage que sobrevivió a los asesinatos de los indios Osage, en la película de drama criminal de Martin Scorsese, Killers of the Flower Moon (2023), recibiendo varios elogios. Se convirtió en la primera nativa estadounidense en ganar el Globo de Oro a la Mejor Actriz en una Película Dramática y en ser nominada al Premio Oscar a la Mejor Actriz.

## Biografía
Criada en Browning (Montana), Gladstone tiene ascendencia Pies negros (Siksikaitsitapi) y Nez percé (Nimíipuu). También es pariente lejana del Primer Ministro británico William Gladstone.
Tras graduarse en el instituto de Mountlake Terrace, en las afueras de Seattle, asistió a la Universidad de Montana, donde se graduó en 2008 con una licenciatura en Actuación/Dirección y una especialización en Estudios Nativos Americanos.

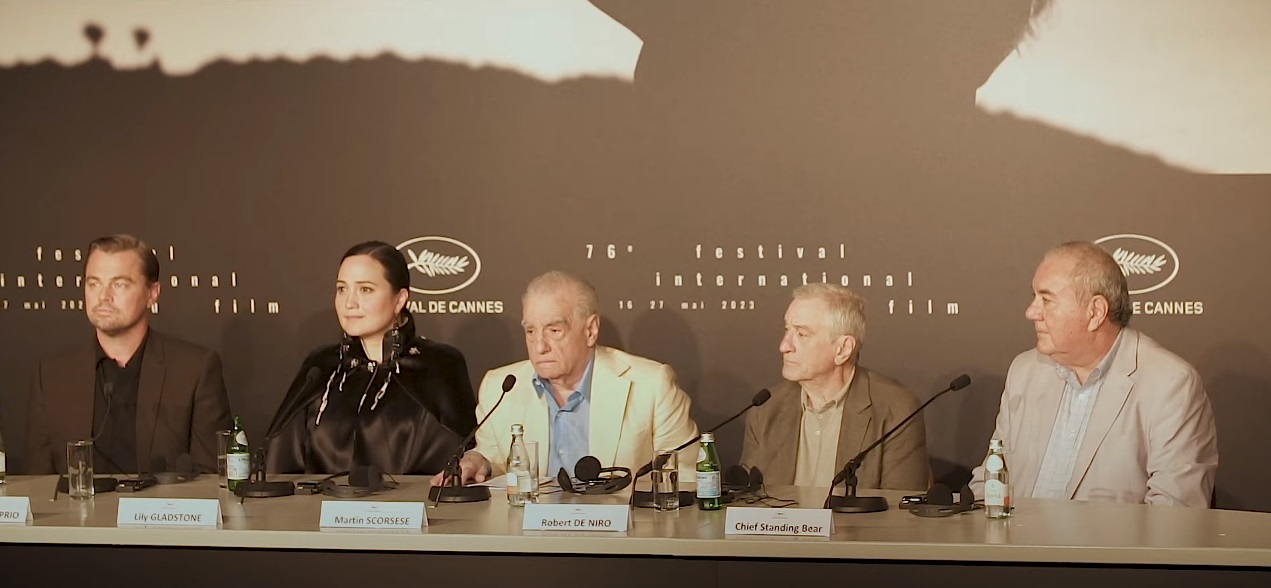
Conferencia de prensa en el Festival de Cannes de 2023; Leonardo DiCaprio, Lily Gladstone, Martin Scorsese, Robert De Niro, y el director principal de la Nación Osage Geoffrey Standing Bear.

Comenzó su carrera como actriz en 2012, y en 2016 fue elegida para interpretar uno de los papeles secundarios en el largometraje Ciertas mujeres, de Kelly Reichardt, por el que ganó el premio de la Asociación de Críticos de Cine de Los Ángeles a Mejor Actriz de Reparto y el premio de la Sociedad de Críticos de Cine de Boston a Mejor Actriz Secundaria. También fue nominada en los Premios Independent Spirit a Mejor Actriz de Reparto y en los Premios Gotham a Actriz Revelación.
En 2019, volvió a trabajar con Reichardt en el western First Cow, antes de protagonizar el largometraje de Martin Scorsese Los asesinos de la luna.En 2024, obtuvo una nominación al Premio Oscar a la Mejor Actriz, convirtiéndose en la primera actriz nativoamericana en conseguirlo.

## Filmografía

### Cine
| Año  | Título                                    | Papel                |
| ---- | ----------------------------------------- | -------------------- |
| 2012 | Jimmy P: Psychotherapy of a Plains Indian | Sunshine First Raise |
| 2013 | Winter in the Blood                       | Marlene              |
| 2015 | Subterranea                               | Heather              |
| 2016 | Certain Women                             | Ranchera             |
| 2016 | Buster's Mal Heart                        | Conserje             |
| 2017 | Walking Out                               | Lila                 |
| 2019 | First Cow                                 | Esposa del jefe      |
| 2020 | Freeland                                  | Mara                 |
| 2020 | Two Eyes                                  | Enola                |
| 2022 | The Unknown Country                       | Tana                 |
| 2023 | Killers of the Flower Moon                | Mollie Burkhart      |
| 2023 | Fancy Dance                               | Jax                  |

### Televisión
| Año     | Título           | Papel                | Notas                      |
| ------- | ---------------- | -------------------- | -------------------------- |
| 2017    | Scalped          | Carol Red Crow       | Piloto                     |
| 2017    | Crash Course     |                      | Maestra                    |
| 2017–20 | Room 104         | Abby                 | 2 episodios                |
| 2019–20 | Billions         | Roxanne              | 4 episodios                |
| 2021    | Tuca & Bertie    | Voz                  | Episodio: "Bird Mechanics" |
| 2022    | Reservation Dogs | Hokti                | Episodio: "Offerings"      |
| 2024    | Under the Bridge | Oficial Cam Bentland | 8 episodios Hulu           |

## Premios y nominaciones
Óscar
| Año  | Categoría    | Película                | Resultado |
| ---- | ------------ | ----------------------- | --------- |
| 2023 | Mejor actriz | Los asesinos de la luna | Nominada  |

Globos de Oro
| Año  | Categoría            | Película                | Resultado |
| ---- | -------------------- | ----------------------- | --------- |
| 2023 | Mejor actriz - Drama | Los asesinos de la luna | Ganadora  |

Sindicato de Actores
| Año  | Categoría     | Película                | Resultado |
| ---- | ------------- | ----------------------- | --------- |
| 2023 | Mejor reparto | Los asesinos de la luna | Nominada  |
| 2023 | Mejor actriz  | Los asesinos de la luna | Ganadora  |

Satellite
| Año  | Categoría            | Película                | Resultado |
| ---- | -------------------- | ----------------------- | --------- |
| 2023 | Mejor actriz - Drama | Los asesinos de la luna | Ganadora  |

Sant Jordi
| Año  | Categoría                           | Película                | Resultado |
| ---- | ----------------------------------- | ----------------------- | --------- |
| 2023 | Mejor actriz en película extranjera | Los asesinos de la luna | Ganadora  |

Crítica Cinematográfica
| Año  | Categoría    | Película                | Resultado |
| ---- | ------------ | ----------------------- | --------- |
| 2023 | Mejor actriz | Los asesinos de la luna | Nominada  |

Sociedad Internacional de Cinéfilos
| Año  | Categoría    | Película                | Resultado | Ref.   |
| ---- | ------------ | ----------------------- | --------- | ------ |
| 2024 | Mejor actriz | Los asesinos de la luna | Nominada  | [ 17 ] |

Independent Spirit
| Año  | Categoría               | Película            | Resultado |
| ---- | ----------------------- | ------------------- | --------- |
| 2016 | Mejor actriz de reparto | Ciertas mujeres     | Nominada  |
| 2023 | Premio John Cassavetes  | The Unknown Country | Nominada  |

AACTA
| Año  | Categoría    | Película                | Resultado |
| ---- | ------------ | ----------------------- | --------- |
| 2023 | Mejor actriz | Los asesinos de la luna | Nominada  |